# Nogent-l’Artaud
Nogent-l’Artaud ist eine französische Gemeinde  mit 2.089 Einwohnern (Stand: 1. Januar 2022) im Département Aisne in der Region Hauts-de-France. Sie gehört zum Arrondissement Château-Thierry und zum Kanton Essômes-sur-Marne. Die Einwohner werden Nogentais(es) genannt.

## Geografie
Die Gemeinde Nogent-l’Artaud liegt am Fluss Marne an der Grenze zum Département Seine-et-Marne, 13 Kilometer südwestlich von Château-Thierry. Nachbargemeinden von Nogent-l’Artaud sind Saulchery im Nordwesten und Norden, Romeny-sur-Marne im Norden und Nordosten, Chézy-sur-Marne im Nordosten, La Chapelle-sur-Chézy im Osten und Südosten, Viels-Maisons im Südosten, Verdelot im Süden, Hondevilliers und Bassevelle im Südwesten, Pavant im Westen sowie Charly-sur-Marne im Nordwesten.

## Bevölkerungsentwicklung
| Jahr                       | 1962 | 1968 | 1975 | 1982 | 1990 | 1999 | 2006 | 2014 | 2022 |
| Einwohner                  | 1187 | 1187 | 1270 | 1433 | 1852 | 2049 | 2131 | 2198 | 2089 |
| Quellen: Cassini und INSEE |      |      |      |      |      |      |      |      |      |

## Sehenswürdigkeiten
- Kirche Saint-Germain aus dem 13. Jahrhundert, Umbauten aus dem 15. Jahrhundert, Monument historique
- Ruinen der königlichen Abtei Sainte-Claire, die von 1299 bis 1792 bestand
- Flusshafen an der Marne

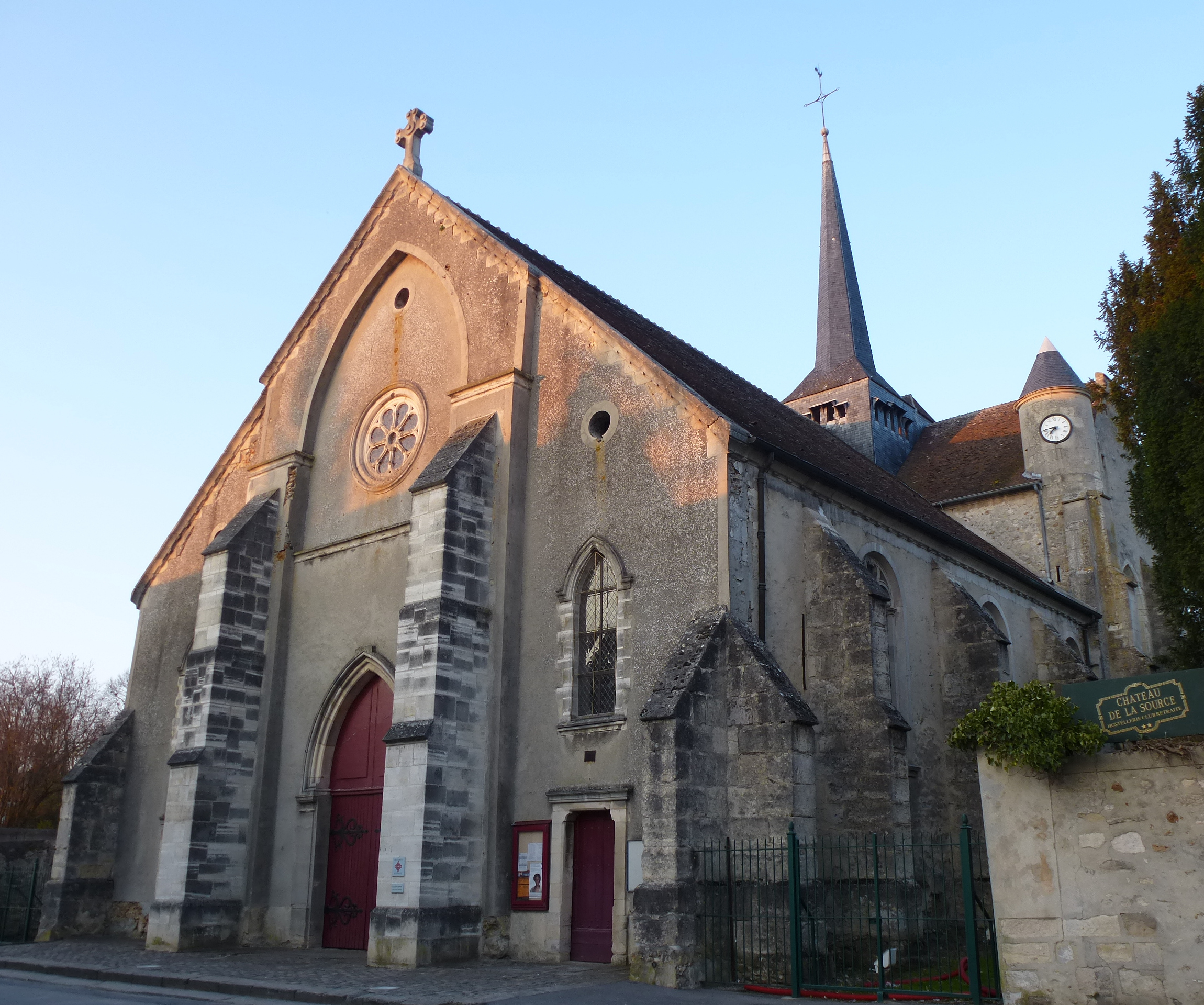
Kirche Saint-Germain
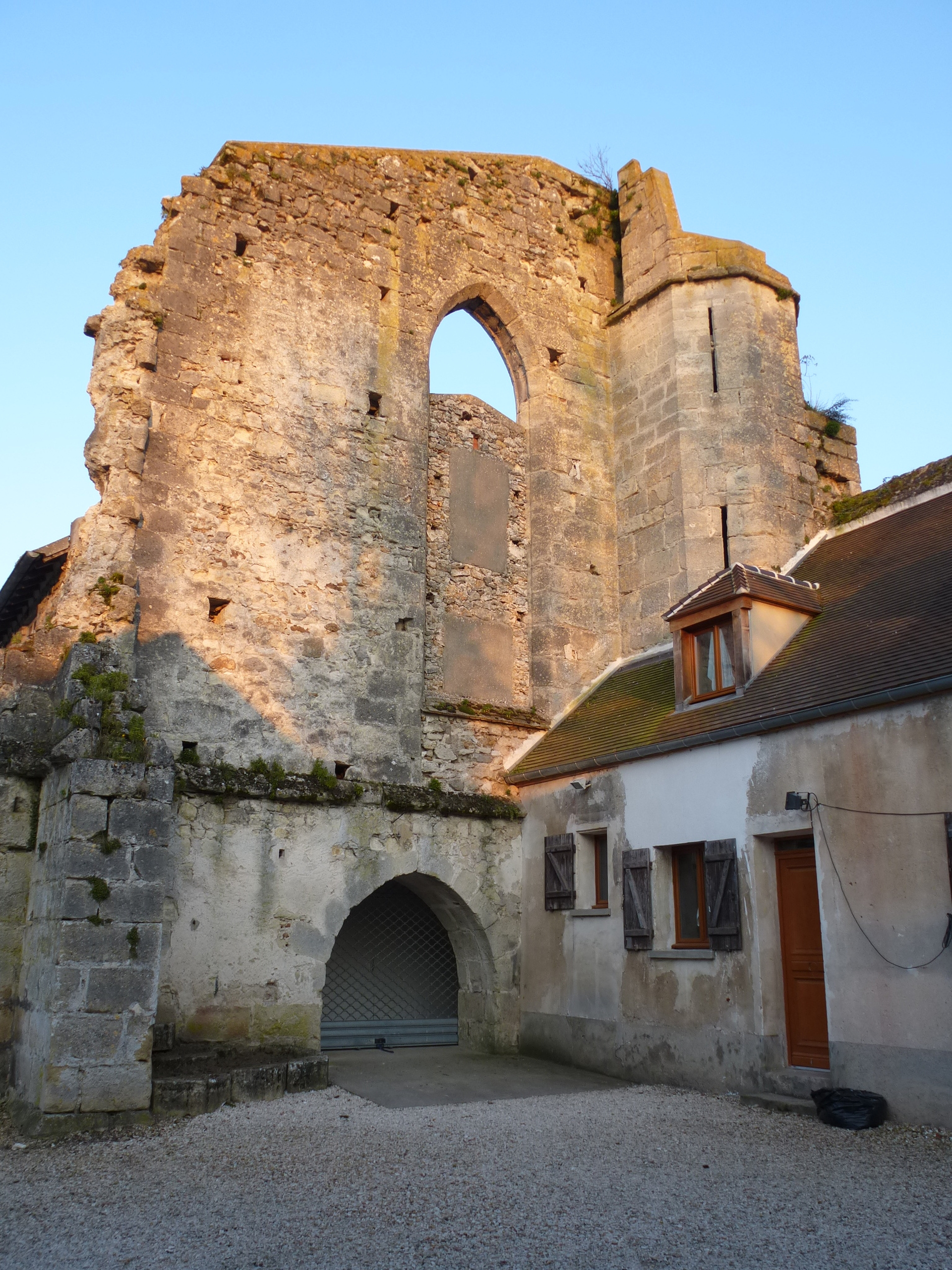
Ruinen der königlichen Abtei Sainte-Claire
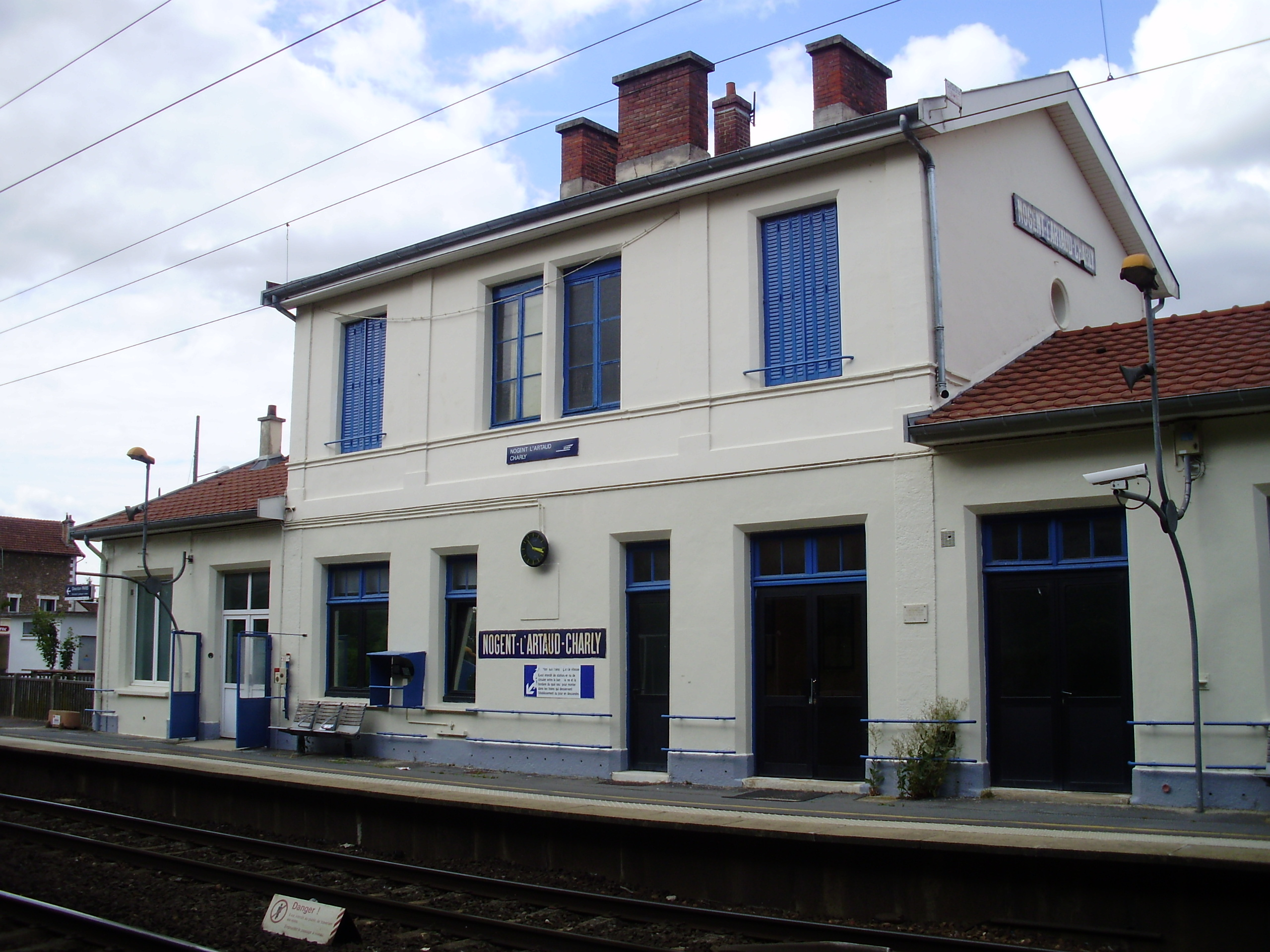
Bahnhof